# Grigorij Denisenko
Grigorij Georgijevitj Denisenko, ryska: Григорий Георгиевич Денисенко, född 24 juni 2000, är en rysk professionell ishockeyforward som är kontrakterad till Florida Panthers i National Hockey League (NHL) och spelar för Charlotte Checkers i American Hockey League (AHL).
Han har tidigare spelat för Lokomotiv Jaroslavl i Kontinental Hockey League (KHL); Syracuse Crunch i AHL; HK Lada Toljatti i Vyssjaja chokkejnaja liga (VHL) samt Loko Jaroslavl i Molodjozjnaja chokkejnaja liga (MHL).
Denisenko draftades av Florida Panthers i första rundan i 2018 års draft som 15:e spelare totalt.

## Statistik
| 2016–2017  | Loko Jaroslavl        | MHL        | 28  | 9  | 13 | 22 | 59 | 4  | 0  | 0 | 0  | 0  |
|            | Loko Junior Jaroslavl | NMHL       | 5   | 3  | 1  | 4  | 10 | 5  | 4  | 3 | 7  | 29 |
| 2017–2018  | Lokomotiv Jaroslavl   | KHL        | —   | —  | —  | —  | —  | 4  | 0  | 0 | 0  | 6  |
|            | Loko Jaroslavl        | MHL        | 31  | 9  | 13 | 22 | 30 | 12 | 5  | 2 | 7  | 8  |
| 2018–2019  | Lokomotiv Jaroslavl   | KHL        | 25  | 4  | 2  | 6  | 58 | 6  | 0  | 3 | 3  | 2  |
|            | HK Lada Toljatti      | VHL        | 6   | 1  | 2  | 3  | 4  | —  | —  | — | —  | —  |
|            | Loko Jaroslavl        | MHL        | 4   | 1  | 2  | 3  | 0  | 13 | 6  | 2 | 8  | 12 |
| 2019–2020  | Lokomotiv Jaroslavl   | KHL        | 38  | 6  | 6  | 12 | 8  | 6  | 1  | 0 | 1  | 0  |
| 2020–2021  | Florida Panthers      | NHL        | 7   | 0  | 4  | 4  | 2  | —  | —  | — | —  | —  |
|            | Syracuse Crunch       | AHL        | 15  | 5  | 4  | 9  | 2  | —  | —  | — | —  | —  |
| 2021–2022  | Florida Panthers      | NHL        | 1   | 0  | 0  | 0  | 2  | —  | —  | — | —  | —  |
|            | Charlotte Checkers    | AHL        | 30  | 9  | 9  | 18 | 8  | —  | —  | — | —  | —  |
| 2022–2023  | Florida Panthers      | NHL        | 18  | 0  | 3  | 3  | 4  | 1  | 0  | 0 | 0  | 0  |
|            | Charlotte Checkers    | AHL        | 56  | 12 | 24 | 36 | 39 | 4  | 0  | 0 | 0  | 6  |
| NHL totalt | NHL totalt            | NHL totalt | 26  | 0  | 7  | 7  | 8  | 1  | 0  | 0 | 0  | 0  |
| KHL totalt | KHL totalt            | KHL totalt | 63  | 10 | 8  | 18 | 66 | 16 | 1  | 3 | 4  | 8  |
| AHL totalt | AHL totalt            | AHL totalt | 101 | 26 | 37 | 63 | 49 | 4  | 0  | 0 | 0  | 6  |
| MHL totalt | MHL totalt            | MHL totalt | 63  | 19 | 28 | 47 | 89 | 29 | 11 | 4 | 15 | 20 |

### Internationellt
| Källa: Uppdaterad: 2021-03-08 | Källa: Uppdaterad: 2021-03-08 | Källa: Uppdaterad: 2021-03-08 |         | Utv = Utvisningsminuter | Utv = Utvisningsminuter | Utv = Utvisningsminuter | Utv = Utvisningsminuter | Utv = Utvisningsminuter |
| År                            | Lag                           | Mästerskap                    | Matcher | Mål                     | Assists                 | Poäng                   | Utv                     |                         |
| ----------------------------- | ----------------------------- | ----------------------------- | ------- | ----------------------- | ----------------------- | ----------------------- | ----------------------- | ----------------------- |
| 2017                          | Ryssland                      | Ivan Hlinka                   | 1       | 0                       | 0                       | 0                       | 12                      |                         |
| 2019                          | Ryssland                      | JVM                           | 7       | 4                       | 5                       | 9                       | 4                       |                         |
| 2020                          | Ryssland                      | JVM                           | 7       | 3                       | 6                       | 9                       | 8                       |                         |
| Junior totalt                 | Junior totalt                 | Junior totalt                 | 15      | 7                       | 11                      | 18                      | 24                      |                         |